# Phlegra suaverubens
Phlegra suaverubens là một loài nhện trong họ Salticidae.
Loài này thuộc chi Phlegra. Phlegra suaverubens được Eugène Simon miêu tả năm 1886.